# Chenin blanc

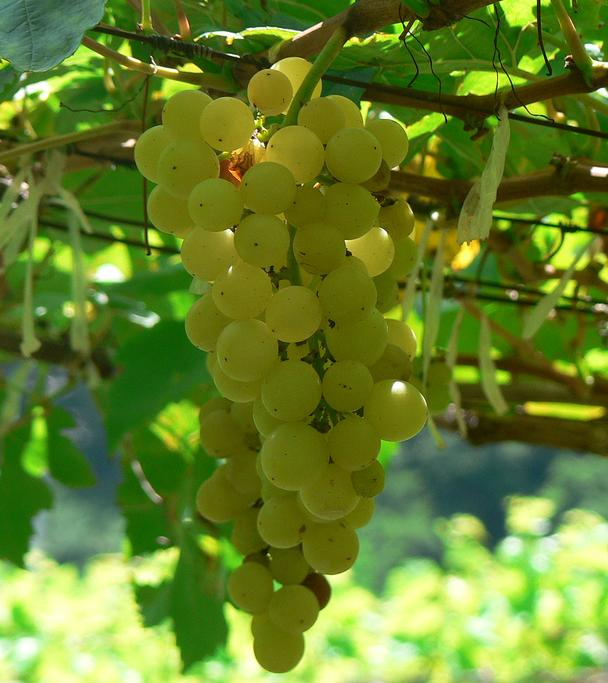

Chenin blanc är en grön vindruva av arten Vitis vinifera. Druvan har mångsidig användning och kan ge torrt och halvtorrt vitt vin, mousserande vin och söta viner med inslag av honung (se mer under Doft och smak nedan). Karaktäristiska drag är att den utvecklar mycket syra och att den är mottaglig för ädelröta.
De kanske främsta vinerna som produceras av Chenin blanc är Loireviner som också är dess ursprungliga hemvist i Loiredalen i Frankrike. Den är även flitigt odlad i Sydafrika, då ibland under namnet Steen. Den förekommer även i Kalifornien, i Argentina och i  Australien.

## Namn/Synonymer
Synonymer:  Pineau (Frankrike, Loire), Steen (Sydafrika), Agudelo (Spanien), ...

## Historia
Chenin blanc härstammar högst troligen från Loiredalen och man har med modern DNA-teknik konstaterat att den är syskon med Sauvignon blanc och avkomma till Savagnin/Traminer med andra ”föräldern” okänd.  Detta gör att Chenin blanc faktiskt är ”farbror”/”faster” till självaste Cabernet sauvignon. 
Första omnämnandet, eller kanske snarare ”spåret” av druvan, är från år 845 och då från ett kloster (Glanfeuil) i just Anjou och Loiredalen.  Man vet att druvan som Plant d’anjou 1496 planterades i närheten av Chenonceaux av Thomas Bohier, och att den därifrån letade sig till klostret Mont-Chenin (Corméry, Touraine) vilket tros ha gett druvan dess nuvarande namn, Chenin blanc. Första gången som druvans nämns med rätt namn är 1534 i Rabelais Gargantua (La vie très horrifique du grand Gargantua, père de Pantagruel).
Till Sydafrika kom den troligtvis redan med de första bosättarna.  Man vet att det skickades vinplantor till Jan van Riebeeck (Sydafrikas första kommendant) 1655 och en av dessa kan mycket väl ha varit Chenin blanc 

## Spridning
Chenin blanc är världens 11´de mest odlade gröna druvsort (35 164 ha) även om druvan är dåligt spridd. Mest odlad är den i Sydafrika (18 514 ha) följt Frankrike (9 828 ha) som tillsammans står för 80% av arealen, såväl som de bästa vinerna, därutöver återfinns druvan främst  i USA, Argentina och Australien. 
I Frankrike återfinns Chenin blanc i Loiredalen och då i Anjou och Touraine, d.v.s. i mellersta Loire, med kända ursprungsbeteckningar såsom Savennieres, Coteaux du Layon, Bonnezeaux, Quarts de Chaume, Vouvray, m.fl.  Alla typer av viner görs, torra, halvtorra, söta, ädelrötade såväl som stilla och mousserande. Generellt är vinerna oekade, dvs viner som inte har någon påtaglig aromatisk karaktär av ekfatslagring, men undantag finns.  
I Sydafrika så återfinns Chenin blanc i alla kända vinregioner och distrikt, och vinerna görs såväl oekade som ekade.  Chenin blanc är Sydafrikas mest odlade druvsort följt av Cabernet Sauvignon.
Att det bara är i Loire och Sydafrika som man generellt producerar bra viner på Chenin Blanc beror på att druvan, som är frodig, kräver hängivenhet och arbete för att ens kunna ge hyggliga viner, och t.o.m. kärlek för att göra stora viner.  Det Loiredalen och Sydafrika har gemensamt är att det är bara här där druvan är arbetshästen som hushållen är beroende av.  I USA, Argentina, Australien så är druvan mer av en udda företeelse och det finns nästintill inga producenter där druvan är tillräckligt viktig för att få den nödvändiga omsorgen.
”Chenin Blanc has very few proponents in the US and is widely regarded as a blending variety valued only for its acidity.” – J Robinson, Wine Grapes A complete guide to...

## Doft och smak
Chenin blanc är en syrarik druvsort vilket också är det som gör att den passar utmärkt att använda till både söta och mousserande viner.  Chenin blanc är dessutom rikt på glycerin vilket gör att vinerna får en fet/oljig munskänsla.  I arom- och smak hittar man gula plommon, äpple, päron, kvitten, honung, bivax, ingefära, våt ylle, brioche, och om vinerna vuxit varmt mer tropisk frukt.  Andra smakord som ofta förekommer är tropisk frukt (persika, mango, melon), citrus (skal, marmelad), blommor (kaprifol, apelsinblommor), marsipan, och nötter.